# Montamarta
Montamarta település Spanyolországban,  Zamora tartományban. Montamarta La Hiniesta, Andavías, Palacios del Pan, Manzanal del Barco, Santa Eufemia del Barco, San Cebrián de Castro, Piedrahita de Castro, Moreruela de los Infanzones és Cubillos községekkel határos. Lakosainak száma 543 fő (2024).

## Népesség
A település népessége az utóbbi években az alábbiak szerint változott:
| Lakosok száma | 673  | 625  | 606  | 620  | 618  | 607  | 590  | 593  | 558  | 543  |
|               | 2001 | 2004 | 2007 | 2009 | 2012 | 2014 | 2017 | 2019 | 2022 | 2024 |